# Курьянович, Юрий Владимирович
Юрий Владимирович Курьянович (бел. Юрый (Юрась) Уладзіміравіч Кур’яновіч; 5 сентября 1968, г. Минск) — белорусский писатель, переводчик, художник.

## Биография
Учился в СШ № 17, а позже — в 19-й средней школе им. Я. Купалы Минска в классе Фельдмана. В 1991 г. окончил Белорусский государственный институт народного хозяйства (БГИНХ). В 2013 г. окончил аспирантуру Белорусского государственного педагогического университета им. Максима Танка по специальности «Отечественная история». Член Союза белорусских писателей с 2006 г.
Работал оперуполномоченным по особо важным делам Главного управления уголовного розыска МВД, преподавал на кафедре теории и истории государства и права Академии МВД Республики Беларусь (в 2009 – 2010 гг. являлся помощником начальника этого учебного заведения), подполковник милиции в запасе.
Является автором-составителем первых книг по истории оперативных подразделений органов внутренних дел Беларуси: уголовного розыска – «Белорусский уголовный розыск. Воспоминания. Очерки. Публицистика» (Минск, 2003), по наркоконтролю и противодействию торговле людьми – «Необъявленная война» (Минск, 2006), по борьбе  с организованной преступностью и коррупцией – «Под знаком Архистратига Михаила» (Минск, 2010).
Первая публикация появилась в газете БГИНХ «Экономист» в 1986 г., в республиканской печати — в 1995 г. (газета «Чырвоная змена»).
В конце 1990-х годов впервые в белорусской периодике написал про таинственный каменный крест на Борисоглебском кладбище в Турове Гомельская обл. («Цэнтральная газета»  журналы «Нёман», «Бярозка»). Сегодня это один из известных туристических и религиозных объектов Полесья.
Впервые перевёл на белорусский язык произведения ряда украинских авторов (сборник прозы «Цвітуць сланечнікі», 2012), в том числе воспоминания ученого-химика, педагога, писателя Петра Франко (1890—1941), которому посвятил отдельную книгу «Пятро Франко. Авіятар, хімік, літаратар»  (2019).
Автор сборников прозы «Ён і Яна» (1996), «Гарадская элегія» (2007), научно-популярных книг «Аповеды старасвецкай Лошыцы» (2005), «Белорусский уголовный розыск» (2018), «Старасвецкая Лошыца» (2018), «Тураў. Старажытны і сучасны» (2019) .
Провел 12 персональных выставок живописи (масло, холст), объединённых общим названием «Вариации на извечное», и ряд фотовыставок («Пейзажи белорусской Палестины», «Воспоминания детства», «Дыхание Карпат»).  Картины хранятся в художественной галерее Пуховичского краеведческого музея (г. Марьина Горка, Беларусь), в фондах Львовского национального литературно-мемориального музея Ивана Франко (г. Львов, Украина), литературно-мемориального музея И. Франко в селе Криворовня (Верховинский р-н, Ивано-Франковская обл.), частных коллекциях.

## Основные публикации
- Тэрарызм: крывавы летапіс сусвету // Беларуская думка. — 2003. — № 11. — С. 118—124.
- «Сумленне вартае тысячы сьведкаў» // Дзеяслоў. — 2008. — № 6. — С. 293—307.
- Беларусізацыя праваахоўных органаў у 1920-я гг. // Роднае слова. — 2011. — № 12. — С. 62—66.
- Сацыяльна-палітычнае становішча Беларусі ў 1917—1920 гг. // Весці БДПУ. Серыя 2., Гісторыя. Філасофія. Паліталогія. Сацыялогія. Эканоміка. Культуралогія. — 2012. — № 2. — С. 38—44.
- Якуб Колас і контррэвалюцыйнае «Полымя» // Роднае слова. — 2012. — № 10. — С. 11—16.
- Беларусізацыя міліцыі ў 1920-х гг.: праграмы, справаздачы, вынікі // Труд. Профсоюзы. Общество. — 2012. — № 3. — С. 111—115.
- Гісторыя міліцыі Беларусі ў 1917—1939 гг.: актуальныя пытанні гістарыяграфіі. // Актуальныя пытанні гістарыяграфіі айчыннай і сусветнай гісторыі : зб. навук. прац / Бел. дзярж. пед. ун-т імя М.Танка. — Мінск, 2012. — С. 211—217.
- Фарміраванне арганізацыйнай структуры органаў міліцыі і крымінальнага вышуку Беларусі ў 1920—1924 гг. // Весці БДПУ. Серыя 2. Гісторыя. Філасофія. Паліталогія. Сацыялогія. Эканоміка. Культуралогія. — 2013. — № 2. — С. 14—20.
- Міліцыя Беларусі ў 1917—1939 гг.: арганізацыйнае развіццё, дзейнасць па ахове грамадскага парадку і барацьбе са злачыннасцю // Вестник МГИРО — 2013. — № 2. — С. 46—52.
- Арганізацыйна-прававыя асновы станаўлення і фарміравання міліцыі Беларусі ў 1917—1921 гг. // Европа: акутальные проблемы этнокультуры: материалы VІ междунар. науч. — теорет. конф., Минск, 22 апр. 2013 г. / Бел. гос. пед. ун-т им. М.Танка. — Минск, 2013. — С. 245—248.
- Лошыцкая сядзіба: рэкамендацыя Янкі Купалы яе кіраўніку // Роднае слова. — 2019. — № 6. — С. 81—83.
- Шкрутыніум Стэфана Баторыя — папярэднік крымінальнага вышуку // На страже. — 2018. — 23 февраля — С. 20.
- Невядомы тэкст Купалы // ЛіМ. — 2018. — 7 снежня. — С. 4.
- Валерыю Стралко — 80! // Наша слова. — 2018. — 19 снежня. — С. 5.
- Пад зоркай Купалы // Наша слова. — 2019. — 2 студзеня. — С. 5,6.
- Дзе Купала шкліў вокны? альбо Ляўкоўскія старонкі з успамінаў Уладзіміра Барысенкі // ЛіМ. — 2019. — 18 студзеня. — С. 5.
- Невядомы аўтограф Янкі Купалы // Наша гісторыя. — 2019. — № 3. — С. 89.
- Кабзар-ратавальнік і хвалі лёсу // ЛіМ. — 2019. — 13 верасня. — С. 11.
- Туров: история и легенды // Белорусская земля в воспоминаниях и легендах ХІХ — XX вв. Вып. 2. — М.: ИМЛИ РАН, 2019. — С. 154—175.

## Награды и премии
- Диплом Министерства образования Республики Беларусь за вклад в художественно-эстетическое воспитание молодежи (2010).
- Диплом победителя конкурса на лучшее краеведческое издание в 2017 - 2019 гг. в номинации «Города Беларуси» І Республиканского краеведческого форума Беларуси (12 – 13 марта 2020 г.) за книгу «Старасвецкая Лошыца».